# Józef Byszewski (pułkownik)

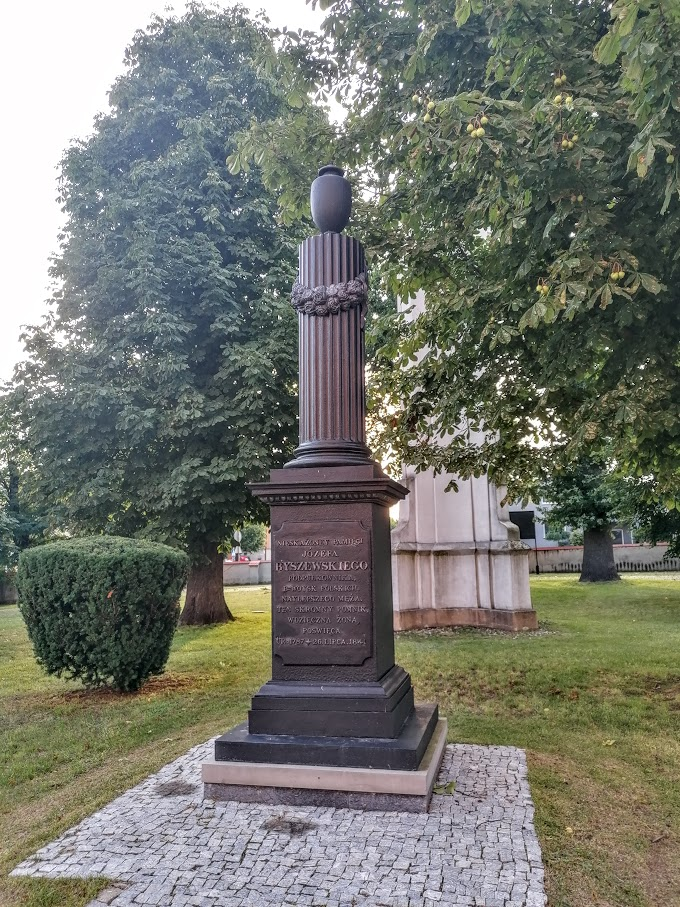
Pomnik Józefa Byszewskiego w Kłodawie

Józef Byszewski herbu Jastrzębiec (ur. 17 marca 1787 w Krzewacie, zm. 26 lipca 1841) – polski szlachcic i wojskowy, dowódca 1 Pułku Mazurów, kawaler Orderu Virtuti Militari.

## Życiorys
Był synem Franciszka Byszewskiego h. Jastrzębiec, majora Kawalerii Narodowej poległego podczas insurekcji kościuszkowskiej i Tekli z Potockich h. Lubicz (zm. 1808). Miał siostrę Magdalenę
Podczas powstania w 1806 roku brał udział w walkach w składzie pospolitego ruszenia z Łęczycy, którym dowodził jego późniejszy teść – Tomasz Byszewski. Po przybyciu Napoleona Bonapartego do Warszawy w grudniu 1806 roku znalazł się w szeregach cesarskiej gwardii honorowej, a następnie do 1810 roku brał udział w kampaniach napoleońskich. Podczas wojny polsko-austriackiej w 1809 roku dowodził szwadronem pospolitego ruszenia szlachty Łęczyckiej. Za zasługi wojenne otrzymał Krzyż Srebrny Orderu Virtuti Militari.
Od 1809 roku służył w 1 Pułku Huzarów, przemianowanym następnie na 13 Pułk Huzarów w składzie Armii Księstwa Warszawskiego. W 1810 roku poprosił o dymisję z wojska i powrócił do Krzewaty. W 1815 roku poślubił Franciszkę Teklę Byszewską, córkę Tomasza Byszewskiego i Rozalii z Szamowskich. Małżeństwo nie miało dzieci, przez pewien czas opiekowali się jedynie osieroconą córką swoich krewnych – Nimfą Marianną Byszewską, aż do czasu jej zamążpójścia w 1833 roku. 
W latach 20. XIX wieku piastował funkcję sędziego pokoju w Łęczycy, zasiadał też w sejmiku powiatu łęczyckiego, skąd kilka razy wybierany był do Rady Województwa Mazowieckiego. Po wybuchu powstania listopadowego, 3 grudnia 1830 roku wystąpił w imieniu szlachty łęczyckiej do Rady Administracyjnej i generała Józefa Chłopickiego z prośbą o utworzenie ochotniczych oddziałów jazdy na terenie zachodnich powiatów województwa. Zgody takiej nie otrzymał, jednak 6 grudnia wraz z Wincentym Dobieckim podjął inicjatywę utworzenia oddziałów tzw. „nowej jazdy”, a następnie 1 Pułku Mazurów.
7 grudnia, podczas wiecu w Łęczycy został okrzyknięty naczelnikiem powstania na terenie powiatu i przez pewien czas angażował się w pracę miejscowej Rady Obywatelskiej. W styczniu 1831 roku objął dowództwo 1. szwadronu w nowo tworzonym pułku. 10 lutego 1831 roku pułk włączono w skład armii narodowej, następnie wchodził on w różne struktury organizacyjne armii oraz uczestniczył w kilkunastu potyczkach i bitwach, m.in. pod Białołęką, Wawrem, Janowem i Kockiem. Po bitwie pod Ostrołęką, w której ranny został płk. Wincenty Dobiecki, dowództwo pułku przekazano Byszewskiemu. Dowodził on pułkiem do 28 września 1831 roku, tj. do dnia kapitulacji brygady Zygmunta Stryjeńskiego w Sławkowie. Ułani pułku otrzymali łącznie 16 Krzyży Złotych i 13 Krzyży Srebrnych Orderu Virtuti Militari.
Po październiku 1831 roku, po upadku powstania majek Byszewskiego został zajęty w sekwestr przez generała Franciszka Ksawerego Dąbrowskiego. W grudniu tego samego roku zostały jednak zwolnione spod zajęcia, o czym zadecydowało objęcie podkomendnych Stryjeńskiego amnestią i złożenie przez Byszewskiego przysięgi na wierność carowi. Byszewski powrócił następnie do pełnienia funkcji sędziego pokoju i zajmowania się swoim majątkiem, który w latach 30. był kilkukrotnie nękany przez pożary i nieurodzaje. Zmarł 26 lipca 1841 roku.
Wdowa po pułkowniku Byszewskim ufundowała krótko po jego śmierci empirowy pomnik, wystawiony na jego grobie przy Kościele Wniebowzięcia Najświętszej Maryi Panny w Kłodawie. Franciszka Byszewska sprzedała następnie majątek w Krzewacie i zamieszkała w Kole, gdzie zmarła w 1862 roku.

## Odznaczenia
- Krzyż Złoty Orderu Virtuti Militari (9 czerwca 1831)[4]
- Krzyż Srebrny Orderu Virtuti Militari (1809)[1]